# Tour Colombia
Tour Colombia, tidligere kaldt Colombia Oro y Paz, er et colombiansk etapeløb i landevejscykling som er en del af UCI America Tour, hvor det er placeret i kategorien 2.1. Det blev for første gang arrangeret i 2018.

## Vindere
| År                 | Vinder             | Toer            | Treer            |        |
| ------------------ | ------------------ | --------------- | ---------------- | ------ |
| Colombia Oro y Paz |                    |                 |                  |        |
| 2018               | Egan Bernal        | Nairo Quintana  | Rigoberto Urán   |        |
| Tour Colombia 2.1  |                    |                 |                  |        |
| 2019               | Miguel Ángel López | Iván Sosa       | Daniel Martínez  |        |
| 2020               | Sergio Higuita     | Daniel Martínez | Jonathan Caicedo |        |
| 2021               | aflyst             | aflyst          | aflyst           | aflyst |
| 2022               | aflyst             | aflyst          | aflyst           | aflyst |
| 2023               | aflyst             | aflyst          | aflyst           | aflyst |
| 2024               | Rodrigo Contreras  | Richard Carapaz | Jonathan Caicedo |        |